# Pseudojulus obtectus
Pseudojulus obtectus är en mångfotingart som först beskrevs av Charles Harvey Bollman 1887.  Pseudojulus obtectus ingår i släktet Pseudojulus och familjen Parajulidae. Inga underarter finns listade i Catalogue of Life.